# Warszawa-Mokotów (gmina)
Warszawa-Mokotów – dawna gmina miejska (t.zw. dzielnica-gmina lub gmina warszawska) istniejąca w latach 1990–1994  w woj. stołecznym warszawskim. Siedziba gminy znajdowała się w warszawskiej dzielnicy Mokotów.
Gmina Warszawa-Mokotów została utworzona 2 kwietnia 1990 roku w woj. stołecznym warszawskim (od 27 maja 1990 warszawskim) na mocy zarządzenia Nr 31 Prezesa Rady Ministrów z dnia 5 kwietnia 1990 w sprawie uzyskania przez dzielnice m.st. Warszawy statusu gmin. Gmina stanowiła jedną z siedmiu (ośmiu po utworzeniu w 1993 roku gminy Warszawa-Ursus) gmin warszawskich; był to jedyny przypadek w Polsce by gminy miejskie nie były osobnymi miastami, lecz łącznie tworzyły jedno miasto.
Gminę zniesiono 19 czerwca 1994 roku w związku z wprowadzeniem nowego podziału Warszawy na 
11 gmin na mocy ustawy z dnia 25 marca 1994 o ustroju miasta stołecznego Warszawy.